# Кодекс Бальтазара Бехема
Кодекс Бальтазара Бехема — кодекс, написанный в 1505 году и содержащий Статут города Кракова, уставы гильдий ремесленников, описание различных привилеев, изображение повседневной жизни краковян и работу ремесленников. Назван именем его автора краковского нотариуса Бальтазара Бехема.
Кодекс написан в 1505 году готическим маюскулом столбцами на польском, латинском и немецком языках. Кодекс содержит 372 столбцов форматом 32,7x24,3 см и украшен 27 миниатюрами неизвестного автора, которые изображают повседневную жизнь краковян. Миниатюры написаны в иконографическом стиле позднего средневековья. Каждая миниатюра снабжена пояснением на латинском и немецком языках, например, «Pistores» (пекари), «Das ist der briff und geseccze der becker von Krakow».
В 1505 году Бальтазар Бехем подарил кодекс Краковскому городскому совету, после чего он до 1825 года хранился в Казимерской ратуше. В 1825 году кодекс был передан библиотеке Ягеллонского университета. В 1880 году кодекс был укреплён держателем из гладкой кожи и серебряным окладом.
Осенью 1939 года после оккупации Польши немецкими войсками немецкие учёные забрали кодекс в Берлин. Через некоторое время кодекс был передан генерал-губернатору Гансу Франку и хранился в Вавеле. В 1944 году Ганс Франк отвёз кодекс в Германию.
В 1945 году кодекс обнаружили представители американских войск, которые передали его краковской семье учёных Эстрайхеровых. 30 апреля 1946 года кодекс вместе с алтарём Вита Ствоша был возвращён в Краков.
В настоящее время кодекс Бальтазара Бехема хранится в библиотеке Ягеллонского университета.